# Rhabditia
Rhabditia é uma subclasse de vermes cilíndricos ecdizoários do filo Nematoda, classe Secernentea.